# Відділення 3 (Жетисуська область)
Відділення 3 (каз. Бөлімше 3, рос. Отделение 3) — село у складі Талдикорганської міської адміністрації Жетисуської області Казахстану. Входить до складу Єркінського сільського округу.
У радянські тут були відділення № 3 Талди-Курганського плодоконсервного радгоспу-заводу, підсобне господарство рудника Текелі.
Населення — 1297 осіб (2021; 626 у 2009, 353 у 1999, 377 у 1989).